# Ozawaia
Ozawaia es un género de foraminífero bentónico de la subfamilia Elphidiinae, de la familia Elphidiidae, de la superfamilia Rotalioidea, del suborden Rotaliina y del orden Rotaliida. Su especie tipo es Ozawaia tongaensis. Su rango cronoestratigráfico abarca el Holoceno.

## Clasificación
Ozawaia incluye a la siguiente especie:
- Ozawaia tongaensis